# Lothar Klimek
Lothar Klimek (fälschlich auch Klimeck, * 20. Oktober 1921 in Königsberg (Preußen); † 20. August 2013 in Worpswede) war ein deutscher Fotokünstler, Sachbuchautor und Hochschullehrer.

## Biografie

### Jugend und Bildung
Lothar Klimek begann als Volontär  bei der Landesplanung Ostpreußen, wurde dort als  Kartograf und Grafiker tätig und begann das Studium an der Kunst- und Gewerkschule bei Professor Ernst Grün in Königsberg. Nach Kriegsende lebte er in der amerikanischen Besatzungszone, begann im Jahr 1948 eine Fachausbildung zum Berufsfotografen bei Friedrich Hermann Ernst Schneidler und Eugen Funk an der Staatlichen Akademie der Bildenden Künste Stuttgart und anschließend wurde er als freischaffender Grafiker und Fotodesigner tätig. Im Jahr 1955 erschien in Laupheim in Mitwirkung des Geografen Oswald Muris der  Welt-Bildatlas. Ein Kartenwerk zum Verständnis des Zeitgeschehens.
Im Jahr 1958 wurde er an die Staatliche Kunstschule in Bremen berufen, wo er beinahe 30 Jahre lehrte. Im Jahr 1974 erhielt er dort die Professur für Fotografie, Fotodesign und Entwurf an der damaligen Hochschule für Kunst und Musik (HKM). Er hatte maßgeblichen Anteil an der Fortentwicklung der HKM zur heutigen Hochschule für Künste Bremen (HfK). Im Jahr 1986 trat er in Ruhestand und lebte in Worpswede.

### Künstlerisches Wirken
Seit dem Anfang der 1960er Jahre war er als Fotograf für den Deutschen Kunstverlag (u. a. in der Buchreihe Deutsche Lande Deutsche Kunst)  tätig, bebilderte Bücher, Fotobildbände, Buchreihen, Werbeartikel und trat mit eigenen Veröffentlichungen hervor. Er war langjähriger Mitglied beim Berufsverband Freie Fotografen und Filmgestalter e. V.,.

## Werke (Auswahl)
- mit Oswald Muris: Welt-Bildatlas. Ein Kartenwerk zum Verständnis des Zeitgeschehens. Pfahl-Verlag, Laupheim 1955.
- (als Lothar Klimeck) mit Ernst Wolfgang Mick: Die Weser (= Deutsche Lande Deutsche Kunst). Deutscher Kunstverlag, München 1962.
- mit Eberhard Lutze, Lala Aufsberg: Bremen (= Deutsche Lande Deutsche Kunst). Deutscher Kunstverlag, Berlin 1965.
- mit Hans Reuther: Land am Harz. Deutscher Kunstverlag, Berlin 1966.
- mit Eberhard Lutze: Ostfriesland (= Deutsche Lande Deutsche Kunst). Deutscher Kunstverlag, Berlin 1967.
- mit Hans-Joachim Prochnow: Die Alexanderkirche zu Wildeshausen. Deutscher Kunstverlag, München 1970.
- mit Roswitha Pape: Osnabrück (= Deutsche Lande Deutsche Kunst). Deutscher Kunstverlag, Berlin 1972.
- mit Franz Mühlen: Münsterland. Deutscher Kunstverlag, Berlin 1972, ISBN 3-422-00084-4.
- mit Gerhard Wietek: Oldenburger Land. Aufnahmen von Lothar Klimek. Deutscher Kunstverlag, München 1974, ISBN 3-422-00092-5.
- mit Gottfried Sprondel, Jürgen Schulze: Unser Lieben Frauen. Deutscher Kunstverlag, Berlin 1975. (6 Auflagen).
- mit Gustav André: Stift Fischbeck. Deutscher Kunstverlag, Berlin 1976.
- mit Konrad Maier: Die Lüneburger Heide. Kunst und Kultur im ehemaligen Fürstentum Lüneburg. Deutscher Kunstverlag, Berlin 1978, ISBN 3-422-00112-3.
- mit Volker Plagemann: Bremen und Bremerhaven (= Deutsche Lande Deutsche Kunst). Deutscher Kunstverlag, Berlin 1979, ISBN 3-422-00113-1.
- mit Johann Christian Bosse, Hans Henry Lamotte: Der Dom zu Bremen. Deutscher Kunstverlag, Berlin 1982. (8 Auflagen – auch in Englisch, Französisch und Spanisch) → Auflage 1989: ISBN 3-7845-4230-1.
  - mit Johann Christian Bosse, Hans Henry Lamotte: Der Dom zu Bremen (= Die blauen Bücher). Verlag Langewiesche, Königstein im Taunus 1998, ISBN 978-3-7845-4231-7.
- mit Hermann Faltus: Borgfeld. Eine alte Landgemeinde Bremens. Mit Bildern von Johann Georg Walte, Wilhelm Drehwes (Hrsg.), Bremen 1984.
- mit Wilhelm Tacke: Der Bleikeller am Dom zu Bremen. Deutscher Kunstverlag, Berlin 1985.
- Stadt Soltau (Hrsg.): Soltau 1388–1988. Eine Dokumentation der Stadt Soltau. Soltau 1987.
- mit Anselm Dworak: Wo, wenn nicht hier. Photosophien von Lothar Klimek (Worpswede). Bildband, Verlag Langewiesche, Königstein im Taunus 1990, ISBN 3-7845-6365-1.[3]
- mit Gernot Erler: Soltau – Fallingbostel. Neue Einblicke in die alte Kulturlandschaft der Lüneburger Heide. Kreilingen, Walsrode 1995, ISBN 3-00-000174-3.
- mit Wolfgang Jarchow, Oskar Weldmann: Bremisches. Wo einer leicht überhin kuckt. Hauschild Verlag, Bremen 1998, ISBN 978-3-931785-86-4.
- Evangelisches Damenstift Börstel (= DKV-Kunstführer, Band 308). Deutscher Kunstverlag, Berlin 2005.
- mit Johann Christian Bosse, Ingrid Weibezahn, Karsten Bahnson: Der St.-Petri-Dom zu Bremen (= DKV-Kunstführer, Band 340). Deutscher Kunstverlag, Berlin 2006, ISBN 3-422-02009-8.

## Ausstellungen (Auswahl)
- 1975: Erste internationale Triennale der Photographie in Freiburg, (Schweiz).[4]
- 2004: Niedersächsisches Landesmuseum für Kunst und Kulturgeschichte Der Nordwesten in den 1970ern.[5][6]
- 2006:  Niedersächsisches Landesmuseum für Kunst und Kulturgeschichte (mit Georg Müller vom Siel) Der Künstler als Fotograf.[7]
- 2010: Niedersächsisches Landesmuseum für Kunst und Kunstgeschichte Flüsse im Strom der Zeit.[8]
- 2012: Städtische Galerie Bremen Tiefenschärfe.[9]